# 로아사상충증
로아사상충증(-絲狀蟲症, Loa loa filariasis, loiasis, loaiasis, Calabar swellings, fugitive swelling, tropical swelling:439, African eyeworm)은 로아사상충이라는 선형동물에 의해 발병하는 피부병 및 눈병이다. 인간에게는 로아사상충의 매개체인 사슴파리의 물림을 통해 감염된다. 성충이 된 로아사상충은 인간의 피하 조직을 오갈 수 있으며, 육안으로 쉽게 관찰될 정도로 안구의 결막 조직을 가로지르기도 한다.
이 질병은 디에틸카바마진(DEC)으로 치료하지만, 적절한 경우 외과 수술을 이용하여 결막으로부터 성충을 제거할 수 있다.

## 역사
로아사상충증의 첫 사례는 1770년 Caribbean (Santo Domingo)에 기록되었다. 프랑스의 외과 전문의 Mongin는 여성의 눈을 가로지르는 벌레를 제거하지 못했다. 수년이 지난 1778년에 François Guyot는 미국으로 가는 프랑스 배 위의 서아프리카 노예들의 눈에서 벌레들을 인지하였다. 그는 한 남성의 눈에서 벌레를 제거하는데 성공하였다.

## 증상

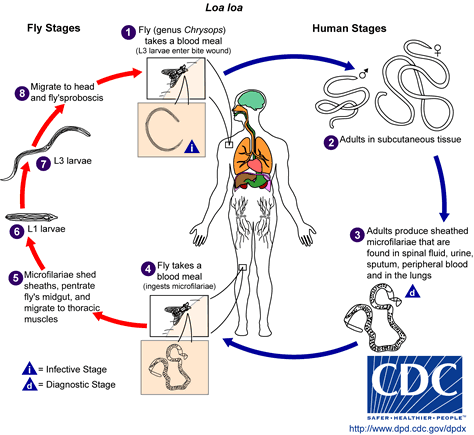
로아사상충의 수명 주기. 출처: CDC

로아사상충증과 같은 필라리아증은 대개 무증상 마이크로필라리아를 이룬다. 일부 환자는 팔과 다리에 림프부종으로까지 발전한다.